# دوران دوران

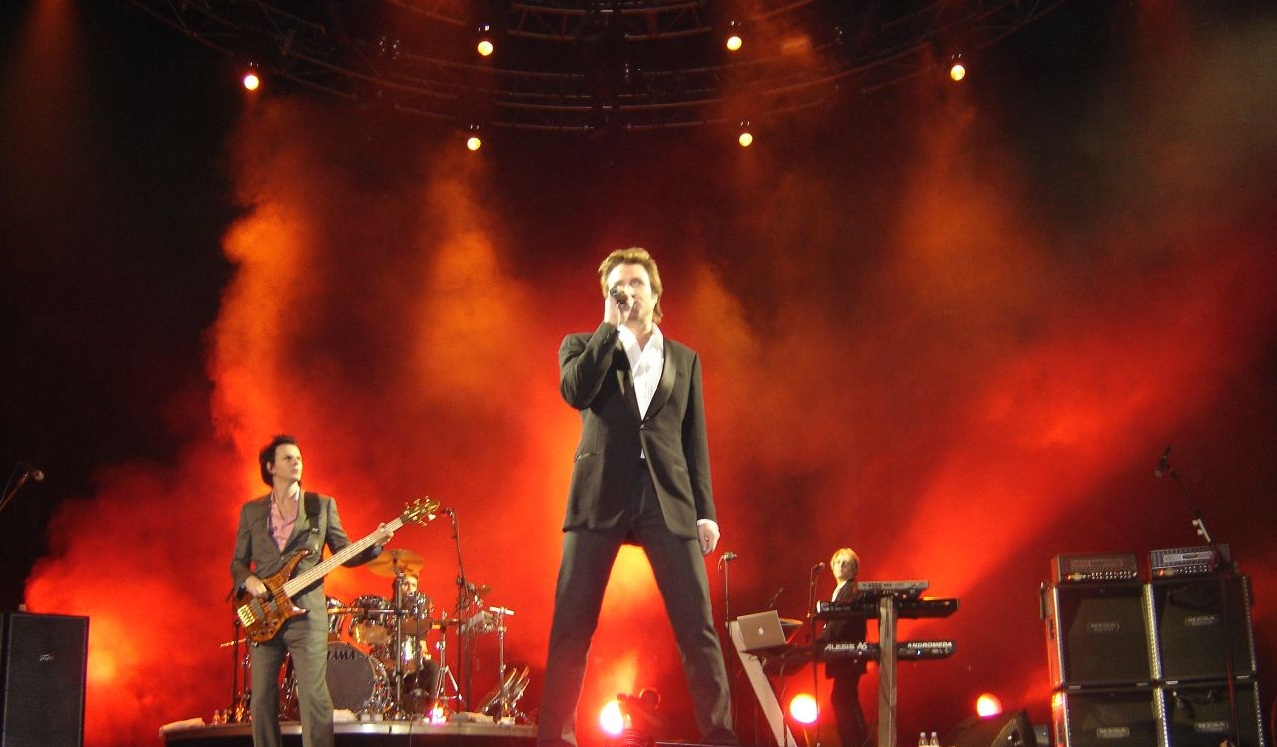

دوران دوران (بالإنجليزية: Duran Duran)‏ هي فرقة بوب/روك إنجليزية والتي تشكلت في برمنغهام في 1978، وكانت فرقة ناجحة في ثمانينات القرن العشرين، وقد باعت أكثر من 120 مليون اسطوانة.

## روابط خارجية
- دوران دوران على موقع IMDb (الإنجليزية)
- دوران دوران على موقع الموسوعة البريطانية (الإنجليزية)
- دوران دوران على موقع ميوزك برينز (الإنجليزية)
- دوران دوران على موقع رولينغ ستون (الإنجليزية)
- دوران دوران على موقع قاعدة بيانات برودواي على الإنترنت (الإنجليزية)
- دوران دوران على موقع أول ميوزيك (الإنجليزية)
- دوران دوران على موقع ديسكوغز (الإنجليزية)